# Wienerfilharmonikernas nyårskonsert 2009

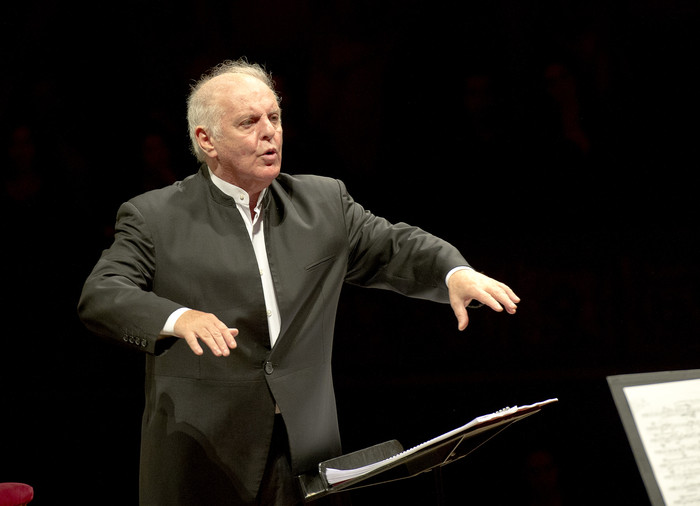
Daniel Barenboim

Wienerfilharmonikernas nyårskonsert 2009 räknas som den 69:e nyårskonserten från Wien och ägde rum den 1 januari 2009 i Wiens Musikverein. Dirigent var Daniel Barenboim.

## Historia
Strikt räknat var det Wienerfilharmonikernas 64:e nyårskonsert, eftersom det inte var förrän 1946 som namnet introducerades. Dessutom var det den 70:e Årsskifteskonserten, då det vid årsskiftet 1939/40 gavs en Außerordentliches Konzert (extraordinär konsert) av Wienerfilharmonikerna, som dock ägde rum på nyårsafton 1939. Från 1941 dirigerades nyårskonserten av Clemens Krauss, med undantag för åren 1946 och 1947 då Krauss förbjöds att dirigera på grund av sin närhet till nazistregimen och ersattes av Strausspecialisten Josef Krips.
Efter Clemens Krauss död 1955 följde Willi Boskovsky, konsertmästare i Wienerfilharmonikerna, som dirigerade konserten 25 gånger i rad. Från 1980 till 1986 följde sju konserter med dirigenten Lorin Maazel, som tjänstgjorde som chef för Wiener Staatsoper från 1982 till 1984. Därefter beslutade Wienerfilharmonikerna att bjuda in en ny dirigent varje år.
Som har varit fallet varje år sedan 1980 var blomsterdekorationerna en gåva från den italienska staden San Remo.

## Konserten
Programmet innehöll kompositioner som aldrig tidigare spelats i nyårskonserten, inklusive ett utdrag ur Joseph Haydns "Avskedssymfoni" som "Årets jubilar". Barenboims internationella karriär började som pianist och som sådan debuterade han med Wienerfilharmonikerna 1965. Sedan 1989 har Barenboim också arbetat regelbundet med Wienerfilharmonikerna som dirigent.
I "Avskedssymfonins" anda, men samtidigt i den humoristiska traditionen av nyårskonserterna under Willy Boskovskys ledning, slutade musikerna gradvis att spela och sade adjö med mer eller mindre glada hälsningar, vilket kommenterades av dirigenten.
Eurovisions-fanfaren före den internationella sändningen spelades för första gången av filharmonikerna själva.

## Program

### 1:a delen
- Johann Strauss den yngre: Ouvertyr till En natt i Venedig (Berlinversion)
- Johann Strauss den yngre: Märchen aus dem Orient, Vals, op. 444*
- Johann Strauss den yngre: Annen-Polka, op. 117
- Johann Strauss den yngre: Schnellpost-Polka, Polka schnell, op. 159*
- Johann Strauss den yngre: Rosen aus dem Süden, Vals, op. 388
- Johann Strauss den yngre: Freikugeln, Polka schnell, op. 326

### 2:a delen
- Johann Strauss den yngre: Ouvertyr till operetten Zigenarbaronen
- Johann Strauss den yngre: Intågsmarsch ur Der Zigeunerbaron
- Johann Strauss den yngre: Schatz-Walzer, op. 418
- Joseph Hellmesberger junior: Valse Espagnole*
- Johann Strauss den äldre: Zampa-Galopp, op. 62*
- Johann Strauss den yngre: Alexandrine-Polka, Polka française, op. 198*
- Johann Strauss den yngre: Unter Donner und Blitz, Polka schnell, op. 324
- Josef Strauss: Sphärenklänge, Walzer, op. 235
- Johann Strauss den yngre: Éljen a Magyar!, Polka schnell, op. 332
- Joseph Haydn: Symfoni Nr. 45 i fiss-moll, Avskedssymfonin – IV. Finale: Presto – Adagio

### Extranummer
- Johann Strauss den yngre: So ängstlich sind wir nicht, Polka schnell, op. 260
- Johann Strauss den yngre: An der schönen blauen Donau, Vals, op. 314
- Johann Strauss den äldre: Radetzkymarsch, op. 228

Verkförteckningen och verkens ordning finns på Wienerfilharmonikernas webbplats.
 Verk markerade med * spelades för första gången vid en nyårskonsert.

## Balettinslag
I samband med 200-årsdagen av Joseph Haydns död presenterade baletterna från Wiener Staatsoper och Volksoper mellanspel på slottet Esterházy i koreografin av Vladimir Malakhov.

## Pausfilm
Pausfilmen av Felix Breisach handlade om Linz, som tillsammans med Vilnius var Europeisk kulturhuvudstad 2009.

## Radio- och TV-sändningar
Nyårskonserten 2009 sändes live i TV till mer än 40 länder och ytterligare 20 länder sände den med tidsfördröjning. Fler än 300 radiokanaler sände konserten

## Inspelningar
Inspelningen av konserten var ett av de mest sålda albumen 2009 i Österrike.

## Weblänkar
- Neujahrskonzert 2009 auf wienerphilharmoniker.at
- Wienerfilharmonikernas nyårskonsert 2009 på Youtube
- Wienerfilharmonikernas nyårskonsert 2009 på Youtube